# Esteve Pi

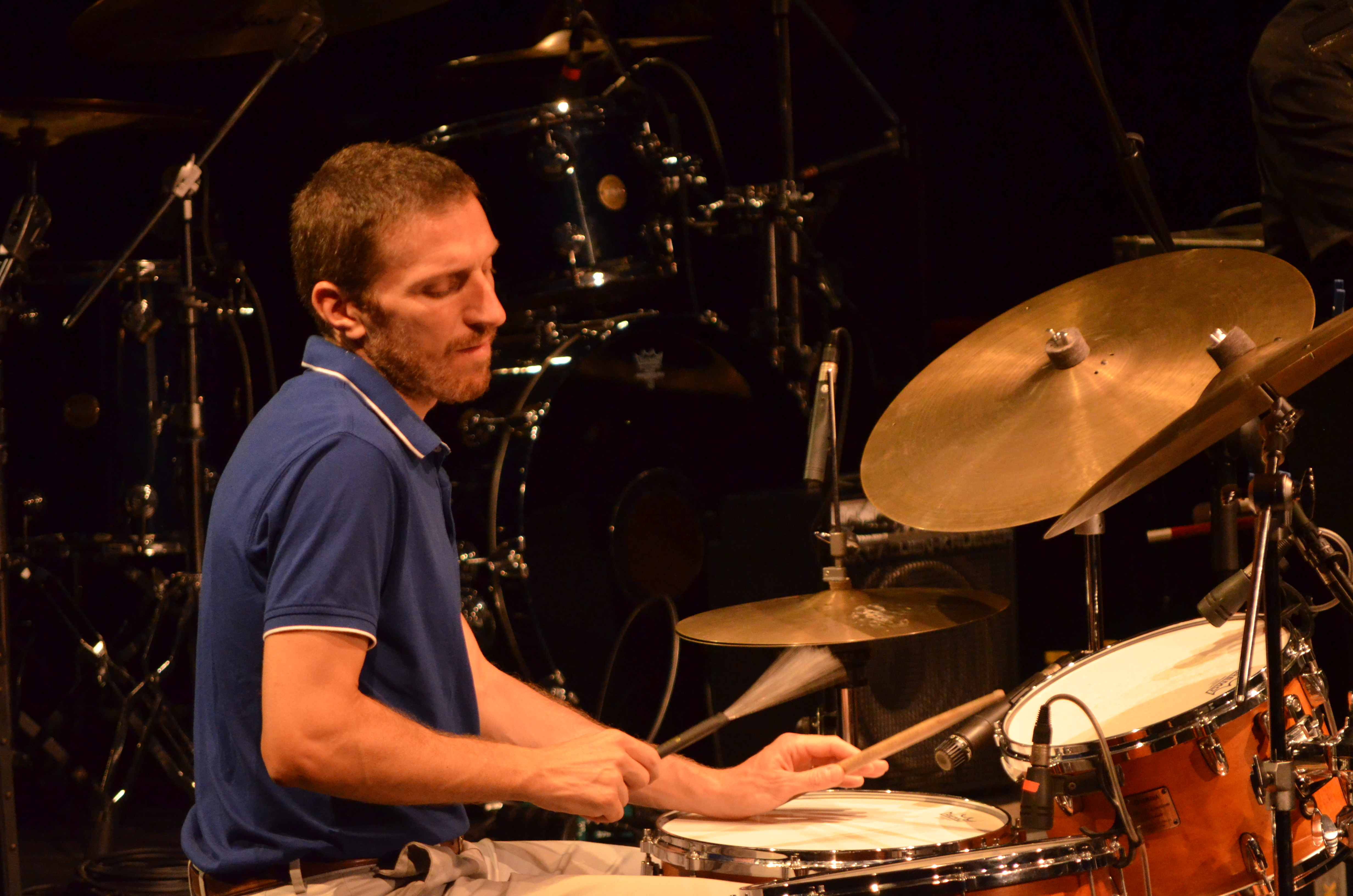
Esteve Pi, 2018

Esteve Pi (* 5. August 1977 in Falset) ist ein spanischer Jazzmusiker (Schlagzeug).

## Leben und Wirken
Pi erhielt im Alter von acht Jahren ersten Musikunterricht an der örtlichen Musikschule; zwei Jahre später begann er Schlagzeug zu spielen und mit 12 Jahren trat er der örtlichen Banda Villa de Falset bei, mit der er acht Jahre lang auftrat. Er begann im Alter von 19 Jahren sein Jazz- und Schlagzeugstudium am Taller de Músics in Barcelona. 2002 und 2003 konnte er mit Stipendien in New York City Unterricht bei Joe Farnsworth und Kenny Washington nehmen.
Nach dem Abschluss seines Studiums hat Pi sich zu einem gefragten Musiker entwickelt, der in ganz Europa sowie in den USA, Brasilien, Kolumbien, Korea, Japan, Taiwan, Thailand, dem Senegal und Südafrika konzertierte. In Deutschland bekannt wurde er vor allem in der Gruppe von Joan Chamorro; er tourte auch als Begleiter von Andrea Motis, Rita Payés, Eva Fernadez und Èlia Bastida. Weiterhin hat er mit Terell Stafford, Joe Magnarelli, Jim Rotondi, Jon Faddis, Johnny Griffin, Frank Wess, Phil Woods, Benny Golson, Scott Hamilton, Grant Stewart, Eric Alexander, Harry Allen, Gary Smulyan, Jesse Davis, Cyrus Chestnut, Benny Green und Peter Bernstein gespielt und mit der Sant Andreu Jazz Band aufgenommen.

## Diskographische Hinweise
- Ignasi Terraza, Esteve Pi, Adrian Cunningham: Unusual Trio (2022)